# 오웬 티그
오언 윌리엄 티그(영어: Owen William Teague, 1998년 12월 8일 ~ )는 미국의 배우이다. 혈통에서의 역할과 블랙 미러의 네 번째 시즌 대천사 에피소드로 유명하다.

## 전기
1998년 12월 8일 플로리다주 탬파에서 태어났다. 그의 부모는 모두 음악가였으며 그는 15세까지 바이올린을 연주했다.

## 출연 작품

### 영화
- 2013 : 콘테스트
- 2014 : La Belle: the Ship That Changed History
- 2015 : 에코스 오브 워
- 2015 : Walt Before Mickey
- 2015 : 와일드 인 블루
- 2016 : 셀: 인류 최후의 날
- 2017 : 그것
- 2018 : 에브리데이
- 2019 : 아이 씨 유
- 2019 : 뱀에 물린 자들
- 2019 : 그것: 두 번째 이야기
- 2019 : 매리
- 2020 : 엠티맨
- 2021 : 몬태나 스토리
- 2022 : 곤 인 더 나이트
- 2022 : 레슬리에게
- 2023 : 아일린
- 2023 : 유 허트 마이 필링스
- 2023 : 탈피
- 2024 : 혹성탈출: 새로운 시대 - 노아 역

### 텔레비전
- 2012 : 말리부 컨트리
- 2013 : 칼리지유머
- 2013 : NCIS: 로스앤젤레스
- 2014 : 레클러스
- 2015 : 본즈
- 2015–2017 : 블러드라인
- 2016 : 머시 스트리트
- 2017 : 블랙 미러
- 2019 : 미시즈 플레처
- 2020–2021 : 더 스탠드